# Frederick William Beyers
Frederick William Beyers (né le 15 octobre 1867 à Paarl, colonie du Cap et mort en 1938) est un juriste, avocat, magistrat et homme politique sud-africain, député du Transvaal (1907-1910), successivement attorney general du Transvaal (1911-1914) puis de la province du Cap (1914-1918), membre du parlement (1918-1929), membre du parti national et ministre des mines et de l'industrie de 1924 à 1929 au sein du premier gouvernement Hertzog.

## Biographie
À la suite de ses études de droit à l'université du Cap de Bonne Espérance, F.W. Beyers devient juriste et avocat à Johannesbourg et au Cap. 
Beyers est élu en 1907 à l'assemblée législative de la colonie du Transvaal. À la suite de la formation de l'Union de l'Afrique du Sud, il est nommé attorney général de la province du Transvaal en 1911 puis en 1914, exerce la même fonction dans la province du Cap.
En 1918, il est élu à la chambre basse du parlement sud-africain dans la circonscription électorale de Edenburg. Il est alors membre du parti national de James Barry Hertzog.
En 1924, il entre au gouvernement Hertzog en tant que ministre des mines et de l'industrie. À ce poste, il introduit en Afrique du Sud la législation régulant l'industrie du diamant.
Il ne se représente pas aux élections de 1929 pour des raisons de santé et quitte la vie politique. Il exerce la fonction de juge d'appel, nommé par le gouvernement en 1931 jusqu'à sa retraite en 1937. À ce poste, il est le premier à écrire ses attendus de jugement en afrikaans et non en anglais.
Âgé de soixante-dix ans, il tente alors de revenir à la vie politique et se présente sans succès en 1938 dans la circonscription législative de Fauresmith contre Nicolaas Havenga, le ministre des finances d'Afrique du Sud.